# Mirzapur
Mirzapur (Hindi: मिर्ज़ापुर, Urdu: مرزا پور; Mirzāpur, [mirˈzɑːpʊr]; offiziell Mirzapur-cum-Vindhyachal) ist eine Stadt im nordindischen Bundesstaat Uttar Pradesh.
Die Stadt liegt im Osten Uttar Pradeshs am Ganges, rund 50 Kilometer westlich von Varanasi und 80 Kilometer östlich von Prayagraj. Zusammen mit dem Nachbarort Vindhyachal bildet Mirzapur verwaltungsmäßig die Stadtgemeinde (municipality) Mirzapur-cum-Vindhyachal. Zusammen haben die beiden Städte rund 230.000 Einwohner (Volkszählung 2011). Die Stadt ist Verwaltungssitz des Distrikts Mirzapur und der Division Mirzapur.
Mirzapur liegt an einem Hochufer an der Südseite des Ganges. Von der Stadt führen Ghats direkt zum Fluss. Der rund fünf Kilometer westlich gelegene Ort Vindhyachal (Bindhachal) ist dank des Tempels der Göttin Vindhyavasini ein wichtiges Pilgerziel. Durch Mirzapur führt die nationale Fernstraße National Highway 7 sowie die Eisenbahnstrecke von Prayagraj nach Mughalsarai.
Mirzapur war Ende des 18. Jahrhunderts ein wichtiger Handelsplatz, von dem aus dem Baumwolle aus Zentralindien und Korn aus dem Doab nach Kalkutta verschifft wurden. Mirzapur verdankte seine Bedeutung der Lage am höchsten Punkt am Ganges, der von großen Dampfschiffen erreicht werden konnte. Nach der Fertigstellung einer Eisenbahnstrecke bis nach Prayagraj 1864 verlor Mirzapur wieder rapide an Bedeutung.

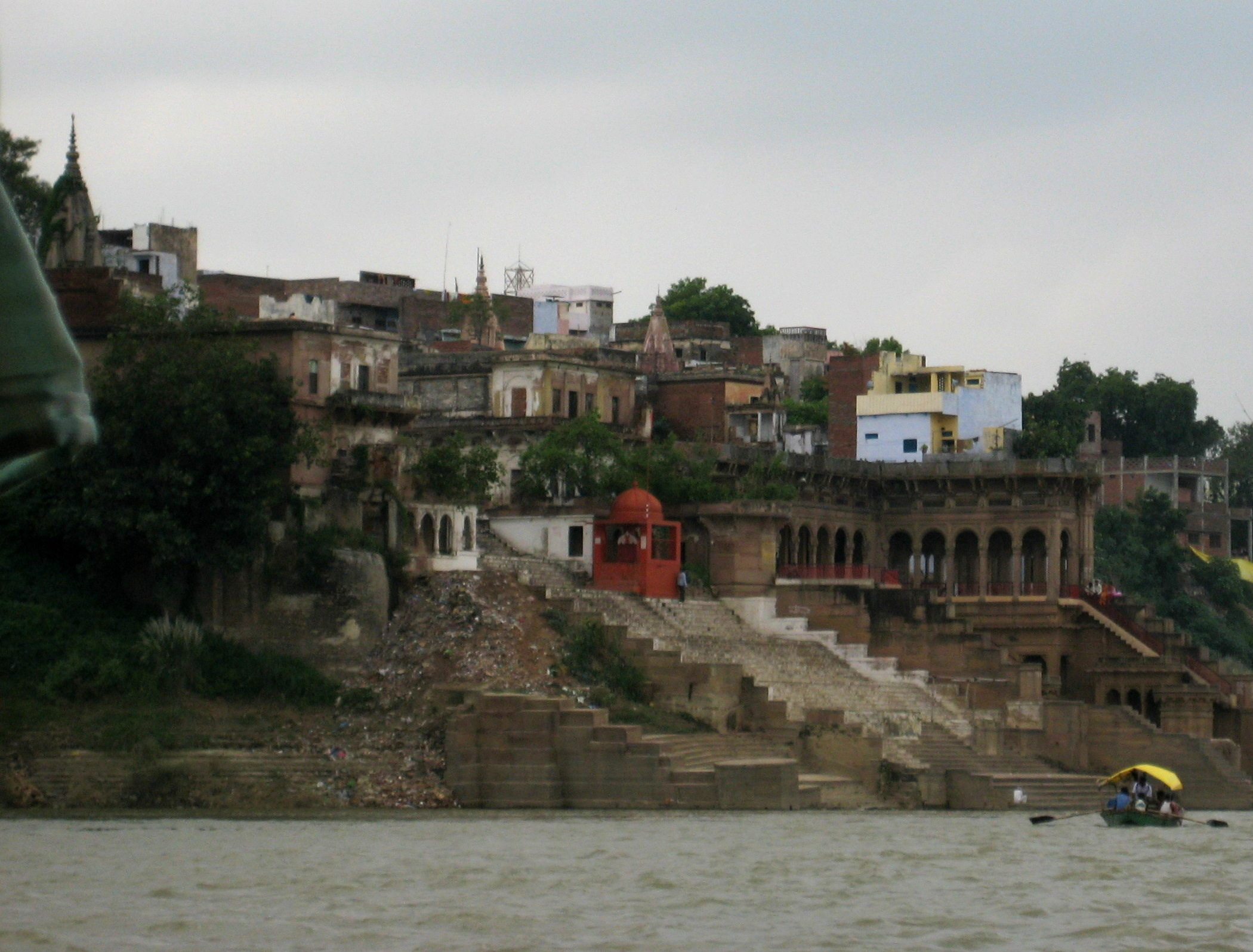
Mirzapur vom Ganges gesehen
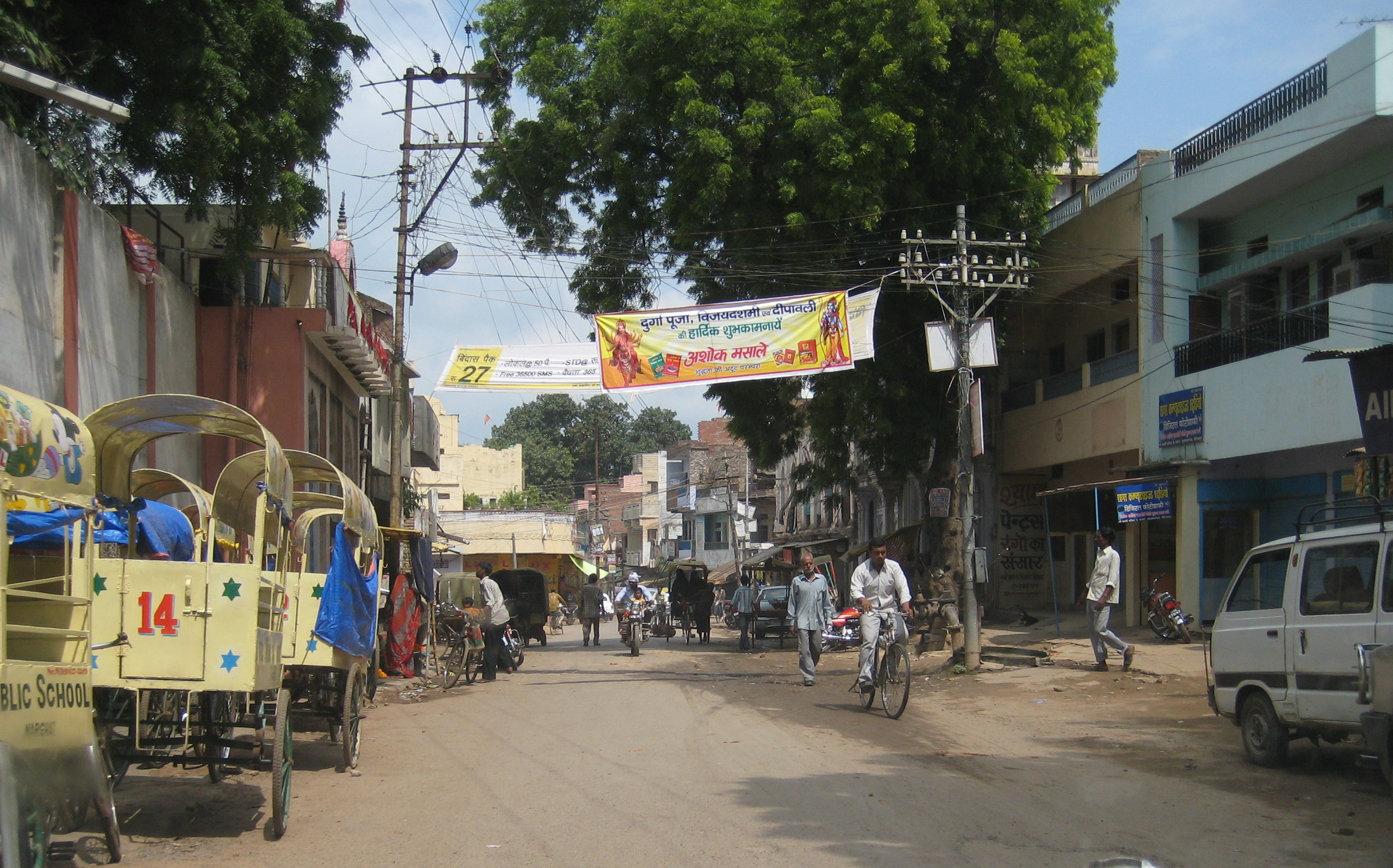
Straßenszene in Mirzapur